# 高倉山 (神戸市)
高倉山（たかくらやま）は神戸市須磨区にかつて存在した標高291.5mの山。

## 概要
高倉山は昭和30年代末より、ポートアイランドや東部臨海工業地帯等を造成する土砂採取現場となった。高倉山で採取された土砂は、全長14.7kmの須磨ベルトコンベヤを使って須磨桟橋まで運搬され、埋立現場まで海上輸送された。土砂を削り取られた高倉山山頂付近は宅地として造成され、昭和48年（1973年）に須磨ニュータウンの一部である高倉台団地となった。
当初は高倉山全てを削り取る予定だったが、低くなった山から風が吹き下ろし、地域の気象が変化すると地元市民らが反対し、標高200mまで削られたところで中断した。

## おらが山
高倉山と鉄拐山を結んでいた稜線で、高倉台団地に近い部分はおらが山と呼ばれる公園となっている。この公園の最高地点の標高は約200mで高倉山のモニュメントが設置されており、レストハウス「おらが茶屋」が営業していた。

## 登山道
おらが山は須磨浦公園から宝塚に至る六甲全山縦走路の経路上にあり、鉄拐山と高倉台団地のあいだにある。

## 交通機関
- 神戸市バス 75系統 高倉台バス停下車 徒歩約400m